# Coucou à bec noir
Eudynamys melanorhynchus
Espèce
Le Coucou à bec noir (Eudynamys melanorhynchus) est une espèce d'oiseaux de la famille des cuculidés.

## Répartition
Il est  endémique aux forêts indonésiennes des îles de Sulawesi, Sula, Banggai, Togian et autres petites îles voisines.

## Synonyme
- Eudynamys melanorhyncha